# Malabang
Malabang ist eine philippinische Stadtgemeinde in der Provinz Lanao del Sur. Sie hat 43.957 Einwohner (Zensus 1. August 2015).

## Baranggays
Malabang ist administrativ in 37 Baranggays unterteilt:
| - Bacayawan - Badak Lumao - Bagoaingud - Boniga - BPS Village - Betayan - Campo Muslim - China Town (Pob.) - Corahab - Diamaro - Inandayan - Cabasaran (South) - Calumbog | - Lamin - Mable - Mananayo - Manggahan - Masao - Montay - Pasir - Rebocun - Sarang - Tacub - Tambara - Tiongcop | - Tuboc - Matampay - Calibagat - Jose Abad Santos - Macuranding - Matalin - Matling - Pialot - Sumbagarogong - Banday - Bunk House - Madaya |